# Свідвин

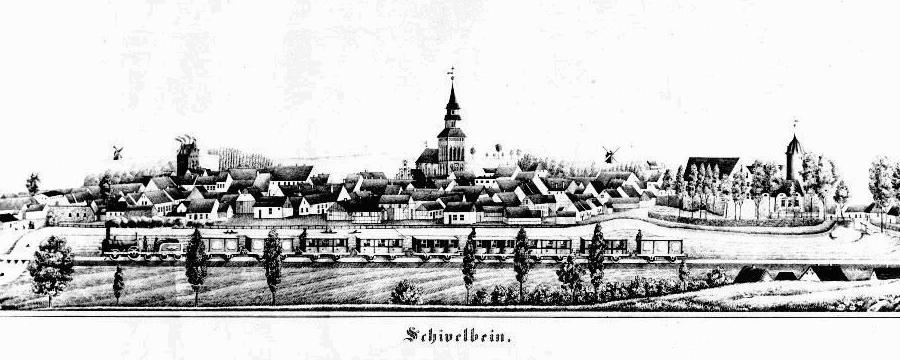
Schivelbein

Свідвин (пол. Świdwin, нім. Schivelbein) — місто в північно-західній Польщі, на річці Рега. 
За станом на 31 березня 2014 року, місто мало 15714 жителів.

## Демографія
Демографічна структура станом на 31 березня 2011 року:
|          | Загалом | Допрацездатний вік | Працездатний вік | Постпрацездатний вік |
| -------- | ------- | ------------------ | ---------------- | -------------------- |
| Чоловіки | 7712    | 1504               | 5542             | 666                  |
| Жінки    | 8219    | 1503               | 5032             | 1684                 |
| Разом    | 15931   | 3007               | 10574            | 2350                 |